# ムリアーゲ

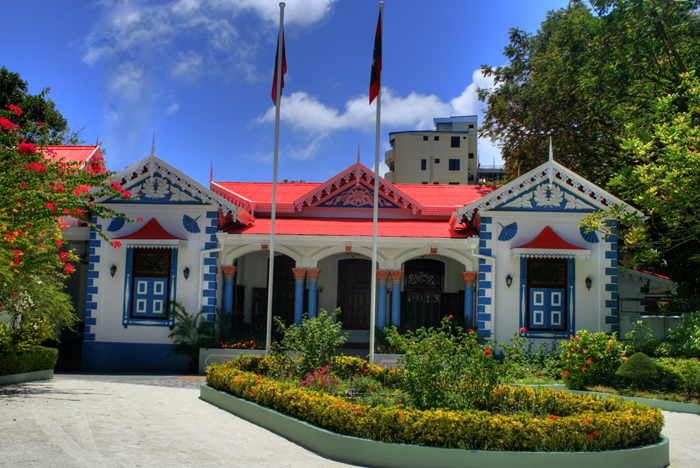

ムリアーゲ（ディベヒ語: މުލިއާގެ、国際音声記号: [muliˈəːɡe]、英語: Muliaage）は、現在のモルディブの大統領公邸である。
1908年に着工し、スルターン・シャムスッディーン3世によって建てられたこの邸宅は、マレの歴史的中心部に位置しており、メドゥー・ズィヤーライー廟（英語: Medhu Ziyaaraiy Shrine）の近くにある。